# سفارة الأرجنتين في النمسا
سفارة الأرجنتين في النمسا هي أرفع تمثيل دبلوماسي لدولة الأرجنتين لدى النمسا. تقع السفارة في فيينا وهي تهدف لتعزيز المصالح الأرجنتينية في النمسا.

## وصلات خارجية
- قائمة سفارات الأرجنتين
- قائمة السفارات في النمسا